# 21. Flak-Division
La 21. Flak-Division (21e division de Flak) est une division de lutte antiaérienne de la Luftwaffe allemande au sein de la Wehrmacht durant la Seconde Guerre mondiale.

## Historique
La 21. Flak-Division est mise sur pied le 1er mars 1943 à Darmstadt à partir de la Stab/Flak-Brigade VI. Elle est chargée de la défense anti-aérienne de la région Rhin-Main.
Le Stab/Flakscheinwerfer-Regiment 70 (o) est dissous en avril 1944 et le Stab/Flakscheinwerfer-Regiment 139 (o) quitte la division en juillet 1944.
En septembre 1944, le Stab/Flak-Regiment 169 (v) quitte lui aussi la division et est remplacé par le Stab/Flak-Regiment 179 (v).
La division est transférée sur Wiesbaden en février 1945 et termine la guerre à Tegernsee.

## Commandement
| Début             | Fin              | Grade           | Nom              |
| ----------------- | ---------------- | --------------- | ---------------- |
| 1er mars 1943     | 6 juin 1944      | Generalleutnant | Kurt Steudemann  |
| 6 juin 1944       | 30 novembre 1944 | Generalleutnant | Ernst Buffa (en) |
| 1er décembre 1944 | 8 mai 1945       | Oberst          | Erich Gröpler    |

### Chef d'état-major (Ia)
| Début            | Fin      | Grade     | Nom             |
| ---------------- | -------- | --------- | --------------- |
| ?                | ? 1944   | Major     | Liebau          |
| 15 novembre 1944 | Mai 1945 | Hauptmann | Kurt Drösemeyer |

## Organisation

### Rattachement
| Début            | Fin              | Commandement              |
| ---------------- | ---------------- | ------------------------- |
| Mars 1943        | 1er avril 1944   | Luftgau-Kommando XII/XIII |
| 1er avril 1944   | 6 septembre 1944 | Luftgau-Kommando VII      |
| 6 septembre 1944 | Février 1945     | Luftgau-Kommando XIV      |
| Février 1945     | Mai 1945         | IV. Flakkorps (de)        |

### Unités subordonnées
Formation le 1er mars 1943 :
Organisation au 1er novembre 1943 :
- Stab/Flak-Regiment 29 (o) (Flakgruppe Frankfurt/Main)
- Stab/Flak-Regiment 49 (o) (Flakgruppe Mannheim)
- Stab/Flak-Regiment 169 (v) (Flakgruppe Saarbrücken)
- Stab/Flak-Regiment 189 (v) (Flakgruppe Mainz)
- Stab/Flakscheinwerfer-Regiment 70 (o) (Flakscheinwerfergruppe Koblenz)
- Stab/Flakscheinwerfer-Regiment 109 (o)
- Stab/Flakscheinwerfer-Regiment 119 (o)
- Stab/Flakscheinwerfer-Regiment 139 (o)
- Luftnachrichten-Abteilung 141

Organisation au 1er décembre 1944 :
- Stab/Flak-Regiment 29 (o) (Flakgruppe Frankfurt/Main)
- Stab/Flak-Regiment 49 (o) (Flakgruppe Mannheim)
- Stab/Flak-Regiment 179 (v) (Flakgruppe Schweinfurt)
- Stab/Flak-Regiment 189 (v) (Flakgruppe Mainz)
- Stab/Flakscheinwerfer-Regiment 109 (o) (Darmstadt)
- Stab/Flakscheinwerfer-Regiment 119 (o) (Darmstadt)
- Luftnachrichten-Abteilung 141

### Livres
- Georges Bernage & François de Lannoy, Dictionnaire historique de la Luftwaffe et de la Waffen-SS, Éditions Heimdal, 1998
- (de) Karl-Heinz Hummel:Die deutsche Flakartillerie 1935 - 1945 - Ihre Großverbände und Regimenter, VDM Heinz Nickel, 2010